# Новознаменский (Пензенская область)
Новознаменский — посёлок в Башмаковском районе Пензенской области России. Входит в состав Троицкого сельсовета.

## География
Расположен в 1 км к востоку от центра сельсовета села Тимирязево, на реке Грязнуха.

## Население
| 1926 | 1930 | 1959 | 1979 | 1989 | 1996 | 2002 |
| ---- | ---- | ---- | ---- | ---- | ---- | ---- |
| 347  | ↗395 | ↘242 | ↗531 | ↗546 | ↗707 | ↘601 |
| 2010 |      |      |      |      |      |      |
| ↘594 |      |      |      |      |      |      |

## История
Образован в 1923 как выселок села Знаменское.